# Élections législatives de 2012 à La Réunion
Les élections législatives françaises de 2012 se déroulent les 10 et 17 juin. À La Réunion, sept députés sont à élire dans le cadre de sept circonscriptions, soit deux de plus que lors des législatures précédentes, en raison du redécoupage électoral.

## Élus
| Circonscription | Député sortant       | Parti      | Parti      | Groupe     | Député élu ou réélu | Parti | Parti | Groupe |
| --------------- | -------------------- | ---------- | ---------- | ---------- | ------------------- | ----- | ----- | ------ |
| 1re             | René-Paul Victoria   |            | UMP        | UMP        | Ericka Bareigts     |       | PS    | SRC    |
| 2e              | Huguette Bello       |            | PCR        | GDR        | Huguette Bello      |       | PLR   | GDR    |
| 3e              | Jacqueline Farreyrol |            | UMP        | UMP        | Jean-Jacques Vlody  |       | PS    | SRC    |
| 4e              | Patrick Lebreton     |            | PS         | SRC        | Patrick Lebreton    |       | PS    | SRC    |
| 5e              | Jean-Claude Fruteau  |            | PS         | SRC        | Jean-Claude Fruteau |       | PS    | SRC    |
| 6e              | Siège créé           | Siège créé | Siège créé | Siège créé | Monique Orphé       |       | PS    | SRC    |
| 7e              | Siège créé           | Siège créé | Siège créé | Siège créé | Thierry Robert      |       | MoDem | RRDP   |

## Impact du redécoupage territorial
À la suite du redécoupage des circonscriptions législatives françaises de 2010, la circonscription 2 est divisée entre la 2 et la 7 et la circonscription 1 est divisée entre la 1 et la 6.

## Positionnement des partis
La Réunion étant exclue des accords PS-EELV, aucune circonscription n'est réservée pour les candidats de ces deux partis. EELV a donc un candidat dans chaque circonscription, en respectant scrupuleusement la parité (3 candidats et 4 candidates).
Le Parti pirate (PP) a un candidat (dans la septième circonscription).
Dans la deuxième circonscription, Huguette Bello, candidate à sa propre succession, s'est vu refuser l'investiture de son parti (le PCR) au profit de Jean-Yves Langenier. Elle a alors quitté son ancien parti pour se présenter en candidate sans étiquette.
Dans la troisième circonscription, la candidate UMP s'est retirée, laissant le candidat dissident Paulet Payet seul en course pour l'UMP. 
Les candidats du PS et du PCR se disputent le soutien de François Hollande.

## Résultats

### Résultats à l'échelle du département
| Parti          | Parti                                | Premier tour | Premier tour | Second tour | Second tour | Sièges |
| Parti          | Parti                                | Voix         | %            | Voix        | %           | Sièges |
| -------------- | ------------------------------------ | ------------ | ------------ | ----------- | ----------- | ------ |
|                | Parti socialiste                     | 84 242       | 32,53        | 88 357      | 46,45       | 5      |
|                | Divers gauche                        | 9 267        | 3,58         |             |             | 0      |
|                | Europe Écologie Les Verts            | 5 984        | 2,31         | 0           |             |        |
|                | Majorité présidentielle              | 99 493       | 38,42        | 88 357      | 46,45       | 5      |
|                |                                      |              |              |             |             |        |
|                | Union pour un mouvement populaire    | 38 206       | 14,75        | 27 679      | 14,55       | 0      |
|                | Divers droite dont DLR               | 21 099       | 8,15         | 18 012      | 9,47        | 0      |
|                | Nouveau centre                       | 5 961        | 2,30         | 10 886      | 5,72        | 0      |
|                | Droite parlementaire                 | 65 266       | 25,20        | 56 577      | 29,74       | 0      |
|                |                                      |              |              |             |             |        |
|                | Parti communiste réunionnais         | 31 580       | 12,19        |             |             | 0      |
|                | Pour La Réunion                      | 25 734       | 9,94         | 1           |             |        |
|                | Mouvement démocrate                  | 24 844       | 9,59         | 45 302      | 23,81       | 1      |
|                | Front national                       | 7 169        | 2,77         |             |             | 0      |
|                | Front de gauche                      | 2 968        | 1,15         | 0           |             |        |
|                | Extrême gauche dont LO               | 1 010        | 0,39         | 0           |             |        |
|                | Divers                               | 521          | 0,20         | 0           |             |        |
|                | Le Trèfle - Les nouveaux écologistes | 402          | 0,16         | 0           |             |        |
|                |                                      |              |              |             |             |        |
| Inscrits       | Inscrits                             | 579 540      | 100,00       | 400 597     | 100,00      | 7      |
| Abstentions    | Abstentions                          | 307 703      | 53,09        | 194 543     | 48,56       |        |
| Votants        | Votants                              | 271 837      | 46,91        | 206 054     | 51,44       |        |
| Blancs et nuls | Blancs et nuls                       | 12 850       | 4,73         | 15 818      | 7,68        |        |
| Exprimés       | Exprimés                             | 258 987      | 95,27        | 190 236     | 92,32       |        |

### Résultats par circonscription

#### Première circonscription (Saint-Denis)
| Candidat       | Candidat                   | Parti                | Premier tour | Premier tour | Second tour | Second tour |  |
| Candidat       | Candidat                   | Parti                | Voix         | %            | Voix        | %           |  |
| -------------- | -------------------------- | -------------------- | ------------ | ------------ | ----------- | ----------- |  |
|                | Ericka Bareigts élue       | PS                   | 13 046       | 39,89        | 19 610      | 55,17       |  |
|                | Nassimah Dindar            | MoDem                | 7 004        | 21,41        | 15 936      | 44,83       |  |
|                | René-Paul Victoria sortant | UMP                  | 6 740        | 20,61        |             |             |  |
|                | Nadia Ramassamy            | Divers droite (AMPR) | 1 319        | 4,03         |             |             |  |
|                | Gladys Rivière             | FN                   | 1 057        | 3,23         |             |             |  |
|                | Mickaël Nativel            | diss. PS             | 955          | 2,92         |             |             |  |
|                | Pierre Vergès              | PCR                  | 811          | 2,48         |             |             |  |
|                | Jean-Pierre Marchau        | EÉLV                 | 798          | 2,44         |             |             |  |
|                | Darmapalah Seethanen       | FG (PCF)             | 485          | 1,48         |             |             |  |
|                | Margarette Robert-Mucy     | Divers gauche        | 402          | 1,23         |             |             |  |
|                | Corinne Baïkiom            | LO                   | 92           | 0,28         |             |             |  |
|                |                            |                      |              |              |             |             |  |
| Inscrits       | Inscrits                   | Inscrits             | 73 995       | 100,00       | 73 995      | 100,00      |  |
| Abstentions    | Abstentions                | Abstentions          | 39 992       | 54,05        | 35 662      | 48,2        |  |
| Votants        | Votants                    | Votants              | 34 003       | 45,95        | 38 333      | 51,8        |  |
| Blancs et nuls | Blancs et nuls             | Blancs et nuls       | 1 294        | 3,81         | 2 787       | 7,27        |  |
| Exprimés       | Exprimés                   | Exprimés             | 32 709       | 96,19        | 35 546      | 92,73       |  |

#### Deuxième circonscription (Saint-Paul)
|                | Huguette Bello sortante réélue | PLR            | 25 734 | 67,14  |  |  |  |
|                | Jean-Yves Langenier            | PCR            | 5 485  | 14,31  |  |  |  |
|                | Sandra Sinimale                | UMP            | 2 820  | 7,36   |  |  |  |
|                | Laurence Lougnon               | PS             | 1 164  | 3,04   |  |  |  |
|                | Nelly Buchle                   | MoDem          | 959    | 2,5    |  |  |  |
|                | Nila Minatchy                  | EÉLV           | 812    | 2,12   |  |  |  |
|                | Élie Taieb                     | FN             | 656    | 1,71   |  |  |  |
|                | Patrick Loiseau                | FG (PCF)       | 278    | 0,73   |  |  |  |
|                | Élizabeth Ducarouge            | DLR            | 185    | 0,48   |  |  |  |
|                | Guillaume Kobéna               | Divers gauche  | 85     | 0,22   |  |  |  |
|                | CorinneBaïkiom                 | Divers droite  | 83     | 0,22   |  |  |  |
|                | Mickaël Hoareau                | LO             | 67     | 0,17   |  |  |  |
|                |                                |                |        |        |  |  |  |
| Inscrits       | Inscrits                       | Inscrits       | 84 036 | 100,00 |  |  |  |
| Abstentions    | Abstentions                    | Abstentions    | 44 155 | 52,54  |  |  |  |
| Votants        | Votants                        | Votants        | 39 881 | 47,46  |  |  |  |
| Blancs et nuls | Blancs et nuls                 | Blancs et nuls | 1 553  | 3,89   |  |  |  |
| Exprimés       | Exprimés                       | Exprimés       | 38 328 | 96,11  |  |  |  |

#### Troisième circonscription (Le Tampon)
| Candidat       | Candidat                        | Parti          | Premier tour | Premier tour | Second tour | Second tour |  |
| Candidat       | Candidat                        | Parti          | Voix         | %            | Voix        | %           |  |
| -------------- | ------------------------------- | -------------- | ------------ | ------------ | ----------- | ----------- |  |
|                | Jean-Jacques Vlody élu          | PS             | 16 267       | 40,88        | 27 088      | 60,06       |  |
|                | André Thien Ah Koon             | Divers droite  | 13 528       | 34,00        | 18 012      | 39,94       |  |
|                | Paulet Payet                    | diss. UMP      | 4 762        | 11,97        |             |             |  |
|                | Yvan Dejean                     | PCR            | 2 405        | 6,05         |             |             |  |
|                | Corinne-Suzanne Nayagom-Ringama | FN             | 1 166        | 2,93         |             |             |  |
|                | Jean-Alain Cadet                | EÉLV           | 643          | 1,62         |             |             |  |
|                | Pascal Basse                    | FG (PCF)       | 427          | 1,07         |             |             |  |
|                | Franck Deloras                  | LT-LNÉ         | 402          | 1,01         |             |             |  |
|                | Aniel Boyer                     | Régionaliste   | 192          | 0,48         |             |             |  |
|                |                                 |                |              |              |             |             |  |
| Inscrits       | Inscrits                        | Inscrits       | 83 850       | 100,00       | 83 831      | 100,00      |  |
| Abstentions    | Abstentions                     | Abstentions    | 41 929       | 50           | 35 249      | 42,05       |  |
| Votants        | Votants                         | Votants        | 41 921       | 50           | 48 582      | 57,95       |  |
| Blancs et nuls | Blancs et nuls                  | Blancs et nuls | 2 129        | 5,08         | 3 482       | 7,17        |  |
| Exprimés       | Exprimés                        | Exprimés       | 39 792       | 94,92        | 45 100      | 92,83       |  |

#### Quatrième circonscription (Saint-Pierre)
|                | Patrick Lebreton sortant réélu | PS             | 24 337 | 51,13  |  |  |  |
|                | Béatrice Sigismeau             | UMP            | 11 060 | 23,24  |  |  |  |
|                | Élie Hoarau                    | PCR            | 7 365  | 15,47  |  |  |  |
|                | Marie-Luce Clain               | FN             | 1 428  | 3      |  |  |  |
|                | Bertrand Grondin               | EÉLV           | 1 074  | 2,26   |  |  |  |
|                | Jean Le Porchou                | FG (PCF)       | 590    | 1,24   |  |  |  |
|                | Valérie Dambreville            | DLR            | 537    | 0,51   |  |  |  |
|                | Jean-François Sarpedon         | Divers gauche  | 529    | 1,11   |  |  |  |
|                | Yanis Payet                    | Divers droite  | 482    | 1,01   |  |  |  |
|                | Serge Latchoumanin             | LO             | 193    | 0,41   |  |  |  |
|                |                                |                |        |        |  |  |  |
| Inscrits       | Inscrits                       | Inscrits       | 94 872 | 100,00 |  |  |  |
| Abstentions    | Abstentions                    | Abstentions    | 45 008 | 47,44  |  |  |  |
| Votants        | Votants                        | Votants        | 49 864 | 52,56  |  |  |  |
| Blancs et nuls | Blancs et nuls                 | Blancs et nuls | 2 269  | 4,55   |  |  |  |
| Exprimés       | Exprimés                       | Exprimés       | 47 595 | 95,45  |  |  |  |

#### Cinquième circonscription (Saint-Benoît)
| Candidat       | Candidat                          | Parti          | Premier tour | Premier tour | Second tour | Second tour |  |
| Candidat       | Candidat                          | Parti          | Voix         | %            | Voix        | %           |  |
| -------------- | --------------------------------- | -------------- | ------------ | ------------ | ----------- | ----------- |  |
|                | Jean-Claude Fruteau sortant réélu | PS             | 12 964       | 43,07        | 22 854      | 67,74       |  |
|                | Stéphane Fouassin                 | NC             | 5 961        | 19,80        | 10 886      | 32,26       |  |
|                | Éric Fruteau                      | PCR            | 5 375        | 17,86        |             |             |  |
|                | Jean-Hugues Ratenon               | diss. PCR      | 3 775        | 12,54        |             |             |  |
|                | Joseph Damour                     | FN             | 772          | 2,56         |             |             |  |
|                | Jean-Yves Payet                   | LO             | 318          | 1,06         |             |             |  |
|                | Guylaine Clain                    | EÉLV           | 314          | 1,04         |             |             |  |
|                | Priscilla Damour                  | Divers gauche  | 232          | 0,77         |             |             |  |
|                | Michel Allamèle                   | Divers droite  | 203          | 0,67         |             |             |  |
|                | Farida Tandrayen                  | MoDem          | 186          | 0,62         |             |             |  |
|                |                                   |                |              |              |             |             |  |
| Inscrits       | Inscrits                          | Inscrits       | 75 802       | 100,00       | 75 798      | 100,00      |  |
| Abstentions    | Abstentions                       | Abstentions    | 44 206       | 58,32        | 39 569      | 52,2        |  |
| Votants        | Votants                           | Votants        | 31 596       | 41,68        | 36 229      | 47,8        |  |
| Blancs et nuls | Blancs et nuls                    | Blancs et nuls | 1 496        | 4,73         | 2 489       | 6,87        |  |
| Exprimés       | Exprimés                          | Exprimés       | 30 100       | 95,27        | 33 740      | 93,13       |  |

#### Sixième circonscription (Saint-André)
Nouvelle circonscription
| Candidat       | Candidat             | Parti          | Premier tour | Premier tour | Second tour | Second tour |  |
| Candidat       | Candidat             | Parti          | Voix         | %            | Voix        | %           |  |
| -------------- | -------------------- | -------------- | ------------ | ------------ | ----------- | ----------- |  |
|                | Monique Orphé élue   | PS             | 11 642       | 42,25        | 18 805      | 58,85       |  |
|                | Jean-Louis Lagourgue | UMP            | 8 136        | 29,53        | 13 147      | 41,15       |  |
|                | Maurice Gironcel     | PCR            | 5 014        | 18,20        |             |             |  |
|                | Joseph Grondin       | FN             | 851          | 3,09         |             |             |  |
|                | Yvette Duchemann     | EÉLV           | 847          | 3,07         |             |             |  |
|                | Emmanuel Lemagnen    | MoDem          | 471          | 1,71         |             |             |  |
|                | Pascal Hoareau       | FG (PCF)       | 400          | 1,45         |             |             |  |
|                | Didier Lombard       | LO             | 194          | 0,70         |             |             |  |
|                |                      |                |              |              |             |             |  |
| Inscrits       | Inscrits             | Inscrits       | 67 883       | 100,00       | 67 878      | 100,00      |  |
| Abstentions    | Abstentions          | Abstentions    | 38 699       | 57,01        | 33 593      | 49,49       |  |
| Votants        | Votants              | Votants        | 29 184       | 42,99        | 34 285      | 50,51       |  |
| Blancs et nuls | Blancs et nuls       | Blancs et nuls | 1 629        | 5,58         | 2 333       | 6,8         |  |
| Exprimés       | Exprimés             | Exprimés       | 27 555       | 94,42        | 31 952      | 93,2        |  |

#### Septième circonscription (Saint-Leu)
Nouvelle circonscription
| Candidat       | Candidat              | Parti          | Premier tour | Premier tour | Second tour | Second tour |  |
| Candidat       | Candidat              | Parti          | Voix         | %            | Voix        | %           |  |
| -------------- | --------------------- | -------------- | ------------ | ------------ | ----------- | ----------- |  |
|                | Thierry Robert élu    | MoDem          | 16 224       | 37,81        | 29 366      | 66,90       |  |
|                | Jean-Claude Lacouture | UMP            | 9 450        | 22,02        | 14 532      | 33,10       |  |
|                | Fabrice Hoarau        | PCR            | 5 125        | 11,94        |             |             |  |
|                | Jean-Marie Lasson     | PS             | 4 822        | 11,24        |             |             |  |
|                | Jean-Marc Gamarus     | diss. PCR      | 3 289        | 7,67         |             |             |  |
|                | Danon Lutchmee Odayen | EÉLV           | 1 496        | 3,49         |             |             |  |
|                | Jean-Claude Otto-Bruc | FN             | 1 239        | 2,89         |             |             |  |
|                | Jean-Hugues Savigny   | FG (PCF)       | 788          | 1,84         |             |             |  |
|                | Pierre Magnin         | Pirate         | 329          | 0,77         |             |             |  |
|                | Denis Simonin         | Alt            | 146          | 0,34         |             |             |  |
|                |                       |                |              |              |             |             |  |
| Inscrits       | Inscrits              | Inscrits       | 99 102       | 100,00       | 99 095      | 100,00      |  |
| Abstentions    | Abstentions           | Abstentions    | 53 714       | 54,2         | 50 470      | 50,93       |  |
| Votants        | Votants               | Votants        | 45 388       | 45,8         | 48 625      | 49,07       |  |
| Blancs et nuls | Blancs et nuls        | Blancs et nuls | 2 480        | 5,46         | 4 727       | 9,72        |  |
| Exprimés       | Exprimés              | Exprimés       | 42 908       | 94,54        | 43 898      | 90,28       |  |